# Nezdice (Teplá)
Nezdice (německy Nesnitz) jsou malá vesnice, část města Teplá v okrese Cheb v Karlovarském kraji. Nachází se asi 4,5 kilometru jihovýchodně od Teplé. Nezdice leží v katastrálním území Nezdice u Křepkovic o rozloze 3,35 km².

## Historie
První písemná zmínka o vesnici pochází z roku 1273, kdy držení vesnice premonstrátům kláštera Teplá potvrdil papež Řehoř X. Nezdičtí sedláci se v roce 1618 aktivně zúčastnili selské rebelie, kdy byl v době nepřítomnosti opata Ebersbacha přepaden tepelský klášter. Všichni řeholníci byli zajati a vzbouřenci si zvolili nového opata ze svých řad, nezdického sedláka Johanna Klementa. Po třech dnech přišli na pomoc uvězněným řeholníkům sedláci z Vidžína a osvobodili je. Od roku 1940 až do dubna 1945 byl v Nezdicích malý zajatecký tábor pro 25 francouzských zajatců. 
V pegmatitu se v klášterním lese na Slídovém vrchu těžila povrchovým i hlubinným způsobem slída pro vojenské účely. V posledních dnech války zničili Němci veškeré důlní zařízení a uprchli do Německa.

## Přírodní poměry
Nezdice leží v geomorfologickém celku Tepelská vrchovina. Jižně od vesnice vyvěrá minerální pramen Nezdická kyselka.

## Obyvatelstvo
Při sčítání lidu v roce 1930 zde žilo 115 obyvatel, všichni německé národnosti, kteří se hlásili k římskokatolické církvi. Po druhé světové válce a odsunu sudetských Němců však jejich počet výrazně klesal.
| Rok                                                           | 1869 | 1880 | 1890 | 1900 | 1910 | 1921 | 1930 | 1950 | 1961 | 1970 | 1980 | 1991 | 2001 | 2011 | 2021 |
| ------------------------------------------------------------- | ---- | ---- | ---- | ---- | ---- | ---- | ---- | ---- | ---- | ---- | ---- | ---- | ---- | ---- | ---- |
| Počet obyvatel                                                | 137  | 140  | 138  | 150  | 149  | 149  | 115  | 36   | 24   | 3    | 1    | -    | -    | -    | 3    |
| Počet domů                                                    | 22   | 23   | 23   | 23   | 23   | 21   | 22   | 15   | -    | 2    | 1    | -    | 2    | 2    | 3    |
| Počet domů v roce 1961 je zahrnut v počtu domů v Křepkovicích |      |      |      |      |      |      |      |      |      |      |      |      |      |      |      |

## Obecní správa
Při sčítání lidu v letech 1850–1879 Nezdice byly osadou obce Staré Sedlo v okrese Teplá. V letech 1880–1949 byly samostatnou obcí v okrese Teplá. V letech 1950–1974 byly osadou obce Křepkovice, se kterým patřily nejprve do okresu Toužim, ale v letech 1961–1974 v okrese Karlovy Vary. Od 1. ledna 1975 jsou částí města Teplá v okrese Karlovy Vary, ale od 1. ledna 2007 v okrese Cheb.